# Ousmane Dabo
Ousmane Dabo (Laval, 1977. február 8. –) francia válogatott labdarúgó.
A francia válogatott tagjaként részt vett a 2003-as konföderációs kupán.

## Sikerei, díjai

### Klub
- SS Lazio
  - Olasz kupa (2): 2003-04, 2008-09
  - Olasz szuperkupa (1): 2009

### Válogatott
- Franciaország
  - Konföderációs kupa (1): 2003